# Югославия на летних Олимпийских играх 1924
Королевство сербов, хорватов и словенцев принимало участие в Летних Олимпийских играх 1924 года в Париже (Франция) во второй раз за свою историю, и завоевало 2 золотые медали.

## Медалисты
| Медаль | Спортсмен    | Вид спорта            | Дисциплина                     |
| ------ | ------------ | --------------------- | ------------------------------ |
| Золото | Леон Штукель | Спортивная гимнастика | Мужчины, перекладина           |
| Золото | Леон Штукель | Спортивная гимнастика | Мужчины, абсолютное первенство |